# Cambarellus zempoalensis
Cambarellus zempoalensis es una especie de crustáceo decápodo de agua dulce, endémica de México, conocida comúnmente con el nombre de acocil.

## Historia natural
Viven en las orillas de las Lagunas de Zempoala, encontrando refugio entre la densa capa de vegetación acuática que ahí se presenta. Es una especie ovípara de talla pequeña y presenta una coloración café. Se alimenta de pequeños invertebrados, detritus y vegetación acuática.
Al igual que todos los crustáceos, esta especie muda la cutícula varias veces durante su vida.
Estos invertebrados son muy apreciados por los lugareños de la región, ya que son utilizados como complemento alimenticio en determinadas épocas del año. Desafortunadamente, esta actividad ha colocado en riesgo a las poblaciones presentes en la zona, originando un decremento en ellas.